# Kabardock
Le Kabardock est une salle de spectacle de l'île de La Réunion, département d'outre-mer français dans le sud-ouest de l'océan Indien. Il se situe dans le centre-ville du Port.

## Structure
Ouvert en 2004 à la place d'un ancien cinéma, le Kabardock se compose de trois salles : l'Auditorium (120 places), le Kabardock Café (200 places) et la Grande salle, dite le Kargo (900 places). Des studios de répétition équipés sont ouverts aux professionnels comme aux amateurs.
La structure est labellisée Scène de Musiques Actuelles (SMAC) depuis 2007, la seule d'outre-mer.
En 2018, le Kabardock renouvelle sa convention avec la Région, le Département, le TCO, la ville du Port et la DRAC.

## Artistes qui s'y sont produits
- Beat Assailant[3]
- Danyèl Waro
- Groundation
- Hocus Pocus
- Keren Ann
- Ray Lema
- Sergent Garcia
- Sinik
- Socalled
- Washington Dead Cats
- Steve Lukather (13-08-2011)
- ELECTRODOCK 2013 AGORIA present Form